# Prima Divisione Campania 1950-1951
La Prima Divisione fu il massimo campionato regionale di calcio disputato in Campania nella stagione 1950-1951.

## Girone A

### Squadre partecipanti
| Club                   | Città                        | Stagione precedente |
| ---------------------- | ---------------------------- | ------------------- |
| A.T.A.N.               | Napoli                       |                     |
| C.R.A.L. Cirio         | Napoli-S.Giovanni a Teduccio |                     |
| G.S. Dop. Ferroviario  | Napoli                       |                     |
| G.S. Ferrovieri Cumana | Napoli                       |                     |
| U.S. Folgore           | Napoli                       |                     |
| A.S. Ischia            | Ischia (NA)                  |                     |
| Pro Carmelo            | Napoli                       |                     |
| G.S. Vasto             | Napoli                       |                     |
| S.C. Vomero            | Napoli                       |                     |

### Classifica finale
fonte:
|  | Pos. | Squadra           | Pt | G  | V | N | P | GF | GS | DR |
|  | ---- | ----------------- | -- | -- | - | - | - | -- | -- | -- |
|  | 1.   | Cirio             | 27 | 18 |   |   |   |    |    |    |
|  | 2.   | Folgore           | 23 | 18 |   |   |   |    |    |    |
|  | 3.   | A.T.A.N. Napoli   | 21 | 18 |   |   |   |    |    |    |
|  | 4.   | Ischia            | 19 | 18 |   |   |   |    |    |    |
|  | 5.   | Dop. Ferroviario  | 17 | 18 |   |   |   |    |    |    |
|  | 6.   | Vomero            | 14 | 18 |   |   |   |    |    |    |
|  | 7.   | Ferrovieri Cumana | 11 | 18 |   |   |   |    |    |    |
|  | 8.   | Vasto Napoli      | 7  | 18 |   |   |   |    |    |    |
|  | 9.   | Pro Carmelo       | 4  | 18 |   |   |   |    |    |    |

Legenda:

      Ammesso alle semifinali regionali.
      Retrocesso in Seconda Divisione.
Regolamento:

Due punti a vittoria, uno a pareggio, zero a sconfitta.
Pari merito in caso di pari punti.
Verdetti:
- C.R.A.L. Cirio promossa in Promozione.
- Folgore Napoli, A.T.A.N. Napoli e Ischia ammesse alle semifinali regionali.

## Girone B

### Squadre partecipanti
| Club                     | Città                        | Stagione precedente |
| ------------------------ | ---------------------------- | ------------------- |
| U.S. Battipagliese       | Battipaglia (SA)             |                     |
| Bellavista               | ?                            |                     |
| U.S. Del Gaizo-Scafatese | Scafati (SA)                 |                     |
| Giovanile Portici        | Portici (NA)                 |                     |
| Juve Antoniana           | Polla (SA)                   |                     |
| S.S Juventus Stabia      | Castellammare di Stabia (NA) |                     |
| C.R.A.L. Marina Militare | Castellammare di Stabia (NA) |                     |
| Vesuvio                  | Torre Annunziata (NA)        |                     |
| ?                        | ?                            |                     |

### Classifica finale
|  | Pos. | Squadra             | Pt | G  | V | N | P | GF | GS | DR |
|  | ---- | ------------------- | -- | -- | - | - | - | -- | -- | -- |
|  | 1.   | ???                 | ?? | 18 |   |   |   |    |    |    |
|  | 2.   | ???                 | ?? | 18 |   |   |   |    |    |    |
|  | 3.   | ???                 | ?? | 18 |   |   |   |    |    |    |
|  | 4.   | Del Gaizo-Scafatese | ?? | 18 |   |   |   |    |    |    |
|  | 5.   | ???                 | ?? | 18 |   |   |   |    |    |    |
|  | 6.   | ???                 | ?? | 18 |   |   |   |    |    |    |
|  | 7.   | ???                 | ?? | 18 |   |   |   |    |    |    |
|  | 8.   | ???                 | ?? | 18 |   |   |   |    |    |    |
|  | 9.   | ???                 | ?? | 18 |   |   |   |    |    |    |

Legenda:

      Ammesso alle semifinali regionali.
      Retrocesso in Seconda Divisione.
Regolamento:

Due punti a vittoria, uno a pareggio, zero a sconfitta.
Pari merito in caso di pari punti.

## Girone C

### Squadre partecipanti
| Club                    | Città                      | Stagione precedente |
| ----------------------- | -------------------------- | ------------------- |
| Pol. Afragolese         | Afragola (NA)              |                     |
| A.S. Amorosi            | Amorosi (BN)               |                     |
| U.S. Arzanese           | Arzano (NA)                |                     |
| U.S. Aversana           | Aversa (NA)                |                     |
| U.S. Caivanese          | Caivano (NA)               |                     |
| U.S. Capua              | Capua (CE)                 |                     |
| Cardito                 | Cardito (NA)               |                     |
| S.S. Giugliano          | Giugliano in Campania (NA) |                     |
| A. Combattenti e Reduci | Montesarchio (BN)          |                     |
| U.S. Sessana            | Sessa Aurunca (CE)         |                     |

### Classifica finale
|  | Pos. | Squadra      | Pt | G  | V  | N | P  | GF | GS | DR  |
|  | ---- | ------------ | -- | -- | -- | - | -- | -- | -- | --- |
|  | 1.   | Capua        | 28 | 18 | 12 | 4 | 2  | 50 | 21 | +30 |
|  | 2.   | Aversana     | 26 | 18 | 13 | 0 | 5  | 44 | 21 | +23 |
|  | 3.   | Giugliano    | 25 | 18 | 12 | 1 | 5  | 42 | 21 | +21 |
|  | 4.   | Caivanese    | 21 | 18 | 9  | 5 | 4  | 33 | 29 | +4  |
|  | 5.   | Arzanese     | 20 | 18 | 8  | 4 | 6  | 30 | 33 | -3  |
|  | 6.   | Sessana      | 18 | 18 | 8  | 2 | 8  | 44 | 31 | +13 |
|  | 7.   | Afragolese   | 15 | 18 | 5  | 5 | 8  | 26 | 23 | +3  |
|  | 8.   | Montesarchio | 10 | 18 | 4  | 3 | 11 | 25 | 37 | -12 |
|  | 8.   | Amorosi      | 10 | 18 | 4  | 2 | 12 | 20 | 50 | -30 |
|  | 10.  | Cardito      | 7  | 18 | 3  | 1 | 14 | 17 | 67 | -50 |

Legenda:

      Ammesso alle semifinali regionali.
      Retrocesso in Seconda Divisione.
Regolamento:

Due punti a vittoria, uno a pareggio, zero a sconfitta.
Pari merito in caso di pari punti.
Verdetti:
- Il Capua, Aversana, Giugliano e Caivanese accedono alle semifinali[2].
- Il Cardito retrocede in Seconda Divisione Regionale.

## Fase finale

### Girone A
- Capua
- Giugliano

- Giugliano batte Capua.

### Girone B
- Aversana
- Pompeiana

#### Spareggio d'accesso alla finalissima
|           | Risultati   |          | Luogo e data                      |
| --------- | ----------- | -------- | --------------------------------- |
| Pompeiana | 1 - 0 (dts) | Aversana | Bagnoli di Napoli, 29 luglio 1951 |
|           |             |          |                                   |

## Titolo Campione Regionale
Gare giocate presso il Campo di Bagnoli
| 5 agosto 1951 | Giugliano | 2 – 2 (d.t.s.) | Pompeiana |  |

| 8 agosto 1951 | Giugliano | 2 – 1 (d.t.s.) | Pompeiana |  |

### Verdetti finali
- C.R.A.L. Cirio promossa in Promozione.
- Giugliano campione regionale.[3]
- Giugliano e Pompeiana promosse in Promozione 1951-1952.